# 1971–1972-es magyar labdarúgó-bajnokság (első osztály)
Negyedik bajnokságát nyerte egymás után az Újpesti Dózsa. A bajnokság elején az MTK kilenc játékosa, a legjobbak, Palicskó Tibor edző menesztését követelte, a klub nem engedett és a játékosokat eltiltotta. Amikor az MTK mégis visszahívta a őket, az MLSZ ragaszkodott a játékosok megbüntetéséhez. Egy idő után valamennyien újra játszhattak.
A VM Egyetértés-Ferencváros meccsen egy bírói tévedés után a Fradi szurkolók közül valaki megdobta a partjelzőt, a bíró lefújta a mérkőzést. Az MLSZ fegyelmi döntése alapján törölték az 1–1-es eredményt és egyik csapat sem kapott pontot. Az MLSZ az MTK-Egyetértés mérkőzés gyanús körülményei miatt mindkét klubot elmarasztaló ítéletet hozott.
Honvéd-Dózsa mérkőzésen búcsúzott a népszerű és világhírű Zsolt István játékvezető.
A magyar válogatott negyedik lett az 1972-es labdarúgó-Európa-bajnokságon.

## A végeredmény
|    | Csapat               | Játszott | Gy | D  | V  | L  | K  | GK  | Pont | Megjegyzés                                        |
| -- | -------------------- | -------- | -- | -- | -- | -- | -- | --- | ---- | ------------------------------------------------- |
| 1  | Újpesti Dózsa        | 30       | 20 | 6  | 4  | 78 | 30 | +48 | 46   | Bajnok, 1972–1973-as bajnokcsapatok Európa-kupája |
| 2  | Honvéd               | 30       | 16 | 7  | 7  | 51 | 26 | +25 | 39   | 1972–1973-as UEFA-kupa                            |
| 3  | Salgótarjáni BTC     | 30       | 15 | 9  | 6  | 51 | 39 | +12 | 39   | 1972–1973-as UEFA-kupa                            |
| 4  | Tatabányai Bányász   | 30       | 13 | 11 | 6  | 44 | 32 | +12 | 37   | 1972–1973-as közép-európai kupa                   |
| 5  | Ferencváros          | 30       | 14 | 8  | 8  | 59 | 36 | +23 | 36*  | 1972–1973-as kupagyőztesek Európa-kupája          |
| 6  | Vasas                | 30       | 12 | 8  | 10 | 51 | 46 | +5  | 32   |                                                   |
| 7  | Videoton             | 30       | 13 | 5  | 12 | 47 | 43 | +4  | 31   |                                                   |
| 8  | Komlói Bányász       | 30       | 10 | 11 | 9  | 38 | 47 | -9  | 31   |                                                   |
| 9  | Csepel               | 30       | 11 | 8  | 11 | 35 | 38 | -3  | 30   |                                                   |
| 10 | Rába ETO             | 30       | 7  | 12 | 11 | 36 | 51 | -15 | 26   |                                                   |
| 11 | Pécsi Dózsa          | 30       | 6  | 13 | 11 | 22 | 28 | -6  | 25   |                                                   |
| 12 | Diósgyőri VTK        | 30       | 9  | 6  | 15 | 32 | 46 | -14 | 24   |                                                   |
| 13 | MTK                  | 30       | 8  | 8  | 14 | 37 | 41 | -4  | 22*  |                                                   |
| 14 | VM Egyetértés        | 30       | 5  | 13 | 12 | 26 | 35 | -9  | 21*  |                                                   |
| 15 | Egri Dózsa           | 30       | 6  | 8  | 16 | 32 | 65 | -33 | 20   | Kiestek a NB I/B-be.                              |
| 16 | Szombathelyi Haladás | 30       | 4  | 5  | 21 | 27 | 63 | -36 | 13   | Kiestek a NB I/B-be.                              |

*Az Egyetértés VM-Ferencváros és az MTK-Egyetértés VM mérkőzés eredményét 0-0-ban állapították meg. Pontot nem kaptak a csapatok.
A bajnok Újpesti Dózsa játékosai
Szentmihályi Antal (28) – Noskó Ernő (27), Maurer László (28), Horváth József (23), Juhász Péter (30) – Dunai III Ede (30), Tóth András (27) – Fazekas László (24), Bene Ferenc (30), Dunai II Antal (29), Zámbó Sándor (29).
Játszott még: Nagy László (16), Káposzta Benő (11), Göröcs János (5), Kellner Jenő (3), Borbély László (2), Harsányi László (2), Bánkuti István (1), Borbély Lajos (1), Hegyi Imre (1), Sarlós András (1),
Edző: Kovács Imre
Az ezüstérmes Bp. Honvéd játékosai
Bicskei Bertalan (27) – Kelemen József (24), Dudás György (22), Pál József (23), Lukács Sándor (25) – Szűcs Lajos (30), Komora Imre (29) – Pusztai László (23), Kocsis Lajos (29), Kozma Mihály (23), Csepregi László (19).
Játszott még: Tajti József (18), Tóth Gyula (14), Ruzsinszky József (13), Fehérvári János (12), Pintér Sándor (12), Molnár László (7), Szurgent Lajos (6), Lévay Tibor (4), Vági István (2), Bódi Zoltán (1), Karakas József (1), Maár János (1).
Edző: Mészáros József
A bronzérmes Salgótarján játékosai
Magyar Lajos (25) – Gecse Ferenc (24), Kmetty József (30), Varga Sándor (26), Vertig József (30) – Szalay Miklós (20), Répás Béla (30) – Básti István (30), Horváth Ferenc (30), Kovács István (22), Jeck Ferenc (28).
Játszott még: Kajdi Tibor (22), Szoó József (13), Barta András (11), Sáfrány István (9), Szőke István (7), Miklós József (5), Baranyai Gyula (2), Toldi Miklós (2), Loch Károly (1).
Edző: Moór Ede

## Kereszttáblázat
|                      | UTE | HONV | SBTC | TAT | FTC | VAS | VID | KOM | CSEP | ETO | PÉCS | DVTK | MTK | VME | EGER | HAL |
| -------------------- | --- | ---- | ---- | --- | --- | --- | --- | --- | ---- | --- | ---- | ---- | --- | --- | ---- | --- |
| Újpesti Dózsa        | XXX | 1-1  | 6-1  | 2-2 | 0-2 | 1-0 | 3-0 | 7-1 | 4-1  | 8-1 | 0-0  | 2-1  | 6-3 | 3-1 | 5-1  | 3-0 |
| Honvéd               | 1-0 | XXX  | 1-1  | 1-0 | 2-1 | 5-2 | 1-0 | 0-0 | 3-0  | 0-1 | 2-0  | 3-0  | 1-0 | 4-0 | 3-2  | 4-0 |
| Salgótarjáni BTC     | 2-2 | 3-1  | XXX  | 3-2 | 1-1 | 1-1 | 2-1 | 5-1 | 3-2  | 0-2 | 2-0  | 3-0  | 1-3 | 1-0 | 3-0  | 3-0 |
| Tatabányai Bányász   | 1-0 | 2-1  | 4-1  | XXX | 0-0 | 1-1 | 4-1 | 2-1 | 0-0  | 0-0 | 1-0  | 4-1  | 2-0 | 3-2 | 2-1  | 1-1 |
| Ferencváros          | 1-2 | 4-2  | 0-0  | 2-1 | XXX | 2-5 | 6-2 | 5-0 | 2-2  | 4-0 | 2-1  | 0-1  | 1-0 | 3-1 | 6-1  | 3-1 |
| Vasas                | 0-2 | 1-1  | 0-1  | 3-1 | 0-1 | XXX | 1-0 | 1-1 | 0-1  | 1-4 | 3-0  | 0-0  | 1-4 | 3-2 | 4-2  | 5-2 |
| Videoton             | 1-3 | 1-0  | 7-4  | 2-0 | 4-3 | 1-1 | XXX | 2-1 | 2-0  | 2-1 | 1-0  | 2-0  | 1-1 | 1-1 | 8-0  | 1-0 |
| Komlói Bányász       | 2-1 | 0-0  | 0-2  | 1-1 | 1-0 | 2-2 | 1-0 | XXX | 1-0  | 4-1 | 1-1  | 3-1  | 1-1 | 2-2 | 4-1  | 2-0 |
| Csepel               | 0-2 | 3-1  | 0-1  | 2-1 | 1-1 | 3-0 | 3-1 | 2-1 | XXX  | 2-1 | 0-1  | 2-1  | 0-0 | 0-0 | 1-0  | 1-0 |
| Rába ETO             | 1-3 | 0-0  | 0-1  | 1-1 | 1-1 | 0-1 | 2-1 | 1-1 | 0-0  | XXX | 3-3  | 2-3  | 2-1 | 2-2 | 3-1  | 2-0 |
| Pécsi Dózsa          | 1-1 | 0-0  | 0-0  | 1-1 | 3-1 | 1-2 | 1-1 | 0-0 | 3-1  | 0-0 | XXX  | 2-0  | 0-0 | 1-1 | 0-2  | 1-0 |
| Diósgyőri VTK        | 1-1 | 0-2  | 1-1  | 1-2 | 2-2 | 1-3 | 1-3 | 3-1 | 2-1  | 1-0 | 1-0  | XXX  | 4-1 | 0-1 | 3-1  | 2-0 |
| MTK                  | 0-1 | 1-4  | 0-2  | 0-0 | 2-2 | 1-4 | 1-0 | 0-1 | 3-1  | 1-0 | 1-0  | 0-0  | XXX | --- | 2-0  | 6-0 |
| VM Egyetértés        | 1-2 | 1-2  | 2-1  | 0-0 | --- | 0-3 | 0-0 | 3-0 | 1-1  | 1-1 | 0-0  | 1-0  | 2-0 | XXX | 0-0  | 1-1 |
| Egri Dózsa           | 1-3 | 0-4  | 1-1  | 2-3 | 0-1 | 3-1 | 2-0 | 1-1 | 2-2  | 1-1 | 1-0  | 1-1  | 1-1 | 0-0 | XXX  | 3-2 |
| Szombathelyi Haladás | 2-4 | 2-1  | 1-1  | 1-2 | 0-2 | 2-2 | 0-1 | 2-3 | 1-3  | 3-3 | 0-2  | 2-0  | 3-0 | 1-0 | 0-1  | XXX |

## Díjak
| Bajnok 1971/72              |
| Újpesti Dózsa 13. Bajnokság |

| Az év játékosa             | Gólkirály                          |
| Juhász Péter Újpesti Dózsa | Bene Ferenc Újpesti Dózsa (29 gól) |

### Góllövőlista
| Gól | Név                | Klub                  |
| --- | ------------------ | --------------------- |
| 29  | Bene Ferenc        | Újpesti Dózsa         |
| 21  | Fazekas László     | Újpesti Dózsa         |
| 17  | Kozma Mihály       | Bp. Honvéd SE         |
| 16  | Dunai II. Antal    | Újpesti Dózsa         |
| 15  | Albert Flórián     | Ferencvárosi TC       |
| 15  | Branikovits László | Ferencvárosi TC       |
| 14  | Szőke István       | Ferencvárosi TC       |
| 14  | Várady Béla        | Vasas SC              |
| 13  | Takács László      | Tatabányai Bányász SC |
| 12  | Kocsis Lajos       | Bp. Honvéd SE         |